# Петро Голубенко
Петро Голубенко (справжнє ім'я Шату́н Петро́ Іва́нович) (*12 січня 1907, село Деркачі Харківського повіту Харківської губернії — † 6 жовтня 1987, штат Флорида, США) — український поет, письменник, науковець, літературознавець, літературний критик, редактор, педагог, журналіст, публіцист, громадський та політичний діяч. Професор.
Дійсний член УВАН, член Об'єднання українських письменників «Слово».
Публікувався також під псевдонімами Петро Ромен, Дм. Карамзин та Д. Шуменко.

## Біографія
Народився у с. Деркачах (від 1943року  м. Дергачі Дергачівського району Харківської області України) у селянській сім'ї. У родині було п'ятеро дітей, він найстарший.
Навчався у сільській середній школі. У шкільні роки почав писати вірші, а пізніше — прозу.
Закінчив Харківський педагогічний технікум (1928), вчителював на Уманщині. 1930 року редакція журналу «Молодняк» було схвалила до друку його повість про життя сільського учителя, але не опублікувала, — якийсь працівник видавництва у творі знайшов «український націоналізм». З таких мотивів було заборонено видання і його збірки поезії «В дорозі».
Був членом літературного об'єднання «Гарт», а потім ВАПЛІТЕ.
У 1931—1936 роках навчався на філологічному факультеті Харківського університету. По закінченні його отримав рекомендацію до аспірантури за фахом «літературознавство», але був призваний до лав Червоної армії. Служив під Білою Церквою, читав офіцерам курс літератури.
У 1938—1941 — аспірант Харківського університету. У травні 1941 захистив дисисертацію «Естетичні погляди Шевченка», дістав призначення на роботу до Черкаського педагогічного інституту.
Війна й німецька окупація застали його в рідному селі. За вказівкою підпільної ОУН став шкільним інспектором Деркачівського (нині Дергачівський) району. Після звільнення Деркачів Червоною армією засуджений до смертної кари, яку замінили відправкою на передову. 1944 опинився в німецькому таборі військовополонених. По закінченні війни якийсь час проживав у таборі для переміщених осіб у Берхтесґадені, де вийшла друком його розвідка «ВАПЛІТЕ у 20-річчя розгрому большевиками», потім емігрував до США.
Після переїзду до США прибирає літературний псевдонім Петро Голубенко й активно співпрацює із часописами «Смолоскип», «Свобода», «Українські вісті», «Український Прометей» та «Українське слово». У своїх літературних та публіцистичних працях висвітлює теми русифікації в Україні, зросійщення українського народу, знищення національно свідомої української інтелігенції у часи «українізації» і доби «розстріляного відродження».
Став відомим як дослідник української літератури завдяки публікаціям у виданнях Європи й Америки.
Помер у штаті Флорида. Похований на українському цвинтарі св. Андрія у Саут-Баунд-Бруку під Нью-Йорком.

## Літературно-наукова та громадська діяльність
Автор близько 60 літературно-критичних та ідеолого-політичних праць. Майже половина з них присвячена М. Хвильовому («М. Хвильовий і молодь», «Шевченко і Хвильовий», «Ідеологія і світогляд хвильовизму» та ін.) і національному питанню («Український націоналізм в УРСР», «Український націоналізм і донцовщина», «Микола Сціборський — теоретик українського націоналізму» та ін.). Бувши співробітником кількох журналів та газет, як, наприклад, «Сучасність», «Орлик», «Нові дні», «Самостійна Україна», Шлях Молоді, Розбудова Держави, Промінь, надрукував у них кількадесят статей, присвячених дослідженню творчості Миколи Хвильового, публіцистики Сергія Єфремова, історії ВАПЛІТЕ тощо.
Виступав як один із засновників об'єднання українських письменників на еміграції «Слово».
Очолював Всеукраїнську національну раду, виступав на з'їздах Організації державного відродження України.
1987 року у США вийшла книга «Україна і Росія у світлі сучасності», у якій на архівних матеріалах, що їх П. Голубенко знаходить за кордоном, об'єктивно висвітлює суспільний і літературний процес в Україні за часів «розвиненого соціалізму», пише про відродження національної свідомості українців, про репресії і штучні голодомори.
Друга його книжка публіцистики «Україна і Росія у світлі культурних взаємин» складається з семи частин: «Міражі Росії», «Боротьба за Київську спадщину», «Між двох стихій», «На суді історії», «Боротьба з українською культурою», «Державне відродження України» та «Культурні впливи».
Живучи за кордоном, уважно слідкував за соціальними і політичними подіями на Батьківщині, аналізував їх і висвітлював у своїх публіцистичних працях.

## Поезії
Ось одна з поезій Петра Голубенка, що її опублікувала його праонука Дар'я Кунець.
ДОНЬЦІ ЛЕСІ
Ідуть на захід ешелони,

За невідомий горизонт. 

Тобі, моя єдина доню, 

Пишу, крокуючи на фронт.
У грізний час живу тобою, 

В твоє майбутнє шлю привіт.

З твоїм ім'ям іду до бою, 

За твій і мій привільний світ, —

Складаю чесно заповіт.
Тепер таке розкішне літо, 

Таке багате на врожай… 

А на кордоні кров пролито, —

В тяжкій тривозі рідний край.
О, рідна земле! Тільки б жити! — 

Куди не глянеш — далина! 

Додолу гнеться буйне жито — 

А в серці суму пелена.
Мов напились отрути-зілля… 

Усюди плач… Чия вина? 

Страшним і диким божевіллям 

Іде війна… Іде війна.

## Вшанування пам'яті
25 квітня 2024 року у місті Дергачі вулицю Лермонтова перейменували на вулицю Петра Голубенка.